# FK Witebsk-2
FK Witebsk-2 (biał. ФК «Віцебск-2») – białoruski klub piłkarski z siedzibą w Witebsku.

## Historia
Chronologia nazw:
- 1946—1991: KIM-d Witebsk (biał. КІМ-д (Віцебск))
- 1992—1994: KIM-2 Witebsk (biał. КІМ-2 (Віцебск))
- 1994—1996: Kimowec Witebsk (biał. «Кімовэц» (Віцебск))
- 2007—...: FK Witebsk-2 (biał. ФК «Віцебск-2» (Віцебск))

Jest drugą drużyną klubu FK Witebsk. Od 1946 uczestniczyła w Mistrzostwach ZSRR jako drużyna rezerwowa KIM-d Witebsk (litera "d" oznacza dubl - rezerwa). W 1992 startowała w pierwszych Mistrzostwach Białorusi jako KIM-2 Witebsk. Latem 1994 na bazie drużyny założony klub Kimowec Witebsk, który istniał do 1996, kiedy to odbyła się fuzja pierwszej drużyny Dźwina Witebsk z klubem Lakamatyu Witebsk. Został utworzony nowy klub z nazwą Lakamatyu-96 Witebsk. Klub Kimowec Witebsk zaprzestał występować. Obecnie jest drugą drużyną FK Witebsk.